# Kám
Kám je vesnice v Maďarsku v župě Vas, spadající pod okres Vasvár. Nachází se asi 6 km severovýchodně od Vasváru. V roce 2015 zde žilo 395 obyvatel. Dle údajů z roku 2011 tvoří 96,3 % obyvatelstva Maďaři a 10,3 % Němci, přičemž 3,8 % obyvatel se k národnosti nevyjádřilo.
Vesnice leží na silnicích 8, 87, 8438 a 8439. Sousedními vesnicemi jsou Alsóújlak, Bejcgyertyános, Csipkerek, Egervölgy, Rum a Szemenye.